# خليج غيمليك

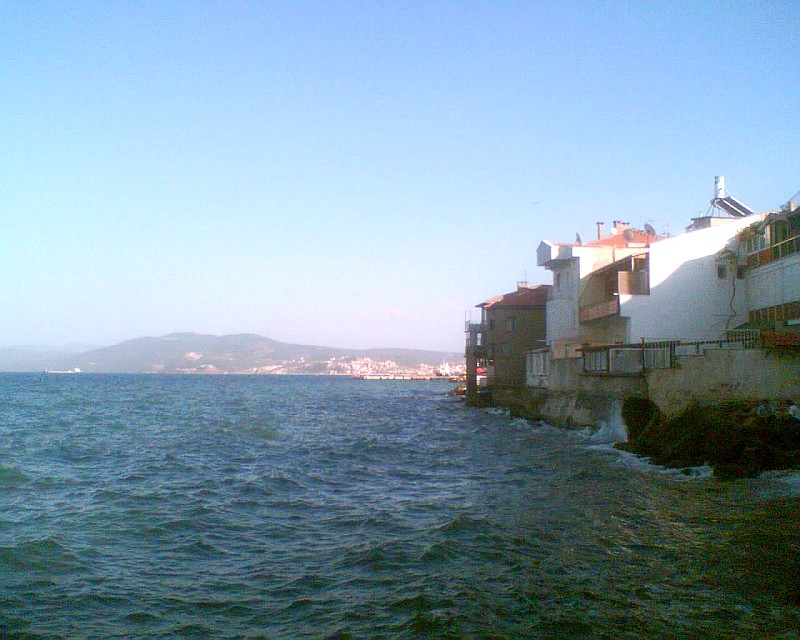
خليج غيمليك كما يُرى من مدينة مودانيا.

خليج غيمليك (بالتركية: Gemlik Körfezi)‏، هو مدخل خليج في بحر مرمرة في منطقة مرمرة في تركيا، ويقع الخليج في الجزء الجنوب الغربي من البحر، وتحيطه عدة مدن رئيسية وهي؛ مودانيا، غيمليك وأرموتلو.
‌
1. 1 2 3 4  مذكور في: خادم الأسماء الجغرافية (GNS). تاريخ النشر: 11 يونيو 2018. معرف ميزة  GNS: -749535.